# Netsky (Computerwurm)
Netsky ist ein Computerwurm aus dem Jahr 2004. Er verbreitete sich als E-Mail-Attachment. Seine Originalversion wurde am 16. Februar erstmals gesichtet.
Entwickelt und freigesetzt wurde Netsky von Sven Jaschan, der damals 17 Jahre alt war und eine Fachschule für Informatiker besuchte. Jaschan war auch der Urheber des Computerwurms Sasser, der sich ab dem 13. April 2004 verbreitete.
Der Wurm war ein sogenannter Nematode, denn er entfernte andere Malware und schloss Sicherheitslücken auf befallenen Systemen. Gezielte Schadfunktionen waren nicht integriert. Dennoch verursachte Netsky durch seine unkontrollierte Verbreitung zahlreiche Systemüberlastungen und Serverausfälle. Der finanzielle Schaden, der daraus resultierte wurde von manchen Quellen auf bis zu 31,3 Milliarden US-Dollar geschätzt.

## Versionen und Derivate
Alleine von Sven Jaschan wurden bereits vor der Freisetzung von Netsky.A insgesamt 29 verschiedene Versionen des Wurms entwickelt. Weitere Abkömmlinge und Nachahmer wurden in der Folge von Trittbrettfahrern erstellt. Die letzte bekannte Versionen von Netsky, die von Jaschan selbst geschrieben wurde, war Netsky.K. Die Version enthielt eine Nachricht des Autors, aus der hervorging, dass er den Quelltext von Netsky veröffentlichen werde. Außerdem kündigte er an, seine Aktivitäten als Wurmprogrammierer ab sofort einzustellen.
Die Nachfolgeversionen Netsky.L und Netsky.M wurden mit hoher Wahrscheinlichkeit nicht von Sven Jaschan, sondern von Trittbrettfahrern geschrieben. Weitere Derivate aus dritter Hand waren u. a.:
- Netsky.P: Erstellt auf befallenen Rechnern infizierte Dateien wie beispielsweise: Doom3 crack, Harry Potter Screensaver und Britney Spears XXX pic
- Netsky.Q: Diese Version erschwert oder blockiert Computern den Zugang zum Internet.
- Netsky.V: Das Derivat nutzte eine bereits seit dem 8. September 2003 bekannte Sicherheitslücke im Internet Explorer aus, um den Computer zu befallen. Anschließend versuchte der Wurm, auf dem befallenenen Systemen die Antivirusprogramme verschiedener Hersteller zu deaktivieren.[4][5]

## Funktion
Netsky war von der Funktion her als Nachahmer von Mydoom und Bagle gedacht. Der Wurm verbreitete sich ebenfalls als Massenmailer über E-Mail-Attachments.

### Vervielfältigung
Beim Öffnen des Anhanges, bei dem es sich um den Wurm Netsky selbst handelt, wird angezeigt, dass es nicht möglich gewesen sei, den Anhang zu öffnen. Im Hintergrund wird unbemerkt die Vervielfältigungs-Routine gestartet und der Payload ausgeführt.
Nach Vorbild von Mydoom installiert der Wurm einen rudimentären Mailserver und verschickt sich mit selbst generierten E-Mails als Attachment.

### Payload
Netsky hat keine gezielten Schadfunktionen integriert. Die ersten Versionen des Wurmes, Netsky.A und Netsky.B, versuchten nach der Infektion eines Computers, diesen von einer möglichen Infektion des Mydoom-Wurmes zu befreien. Netsky versuchte den Wurm zu deaktivieren und die durch ihn geöffnete Backdoor zu verschließen.

## Der Autor
Der Softwarekonzern Microsoft hatte für Hinweise, die zur Verurteilung des Autors von Netsky und Sasser führten, eine Belohnung von 250.000 US-Dollar ausgesetzt. Daraufhin meldeten sich Mitwisser an die Polizei. Der Urheber war Sven Jaschan, ein damals 17-jähriger Schüler aus Waffensen bei Rotenburg (Wümme). Er wurde am 7. Mai 2004 vorübergehend festgenommen. Er besuchte zu dieser Zeit eine Berufsfachschule für Informatik.
Am 8. Juli 2005 wurde Sven Jaschan vom Jugendschöffengericht des Landgerichts Verden zu einer Jugendstrafe von einem Jahr und neun Monaten auf Bewährung und 30 Stunden gemeinnütziger Arbeit verurteilt.